# Microdon amabilis
Microdon amabilis är en tvåvingeart som beskrevs av Ferguson 1926. Microdon amabilis ingår i släktet myrblomflugor, och familjen blomflugor. Inga underarter finns listade i Catalogue of Life.